# Oliver Sacks

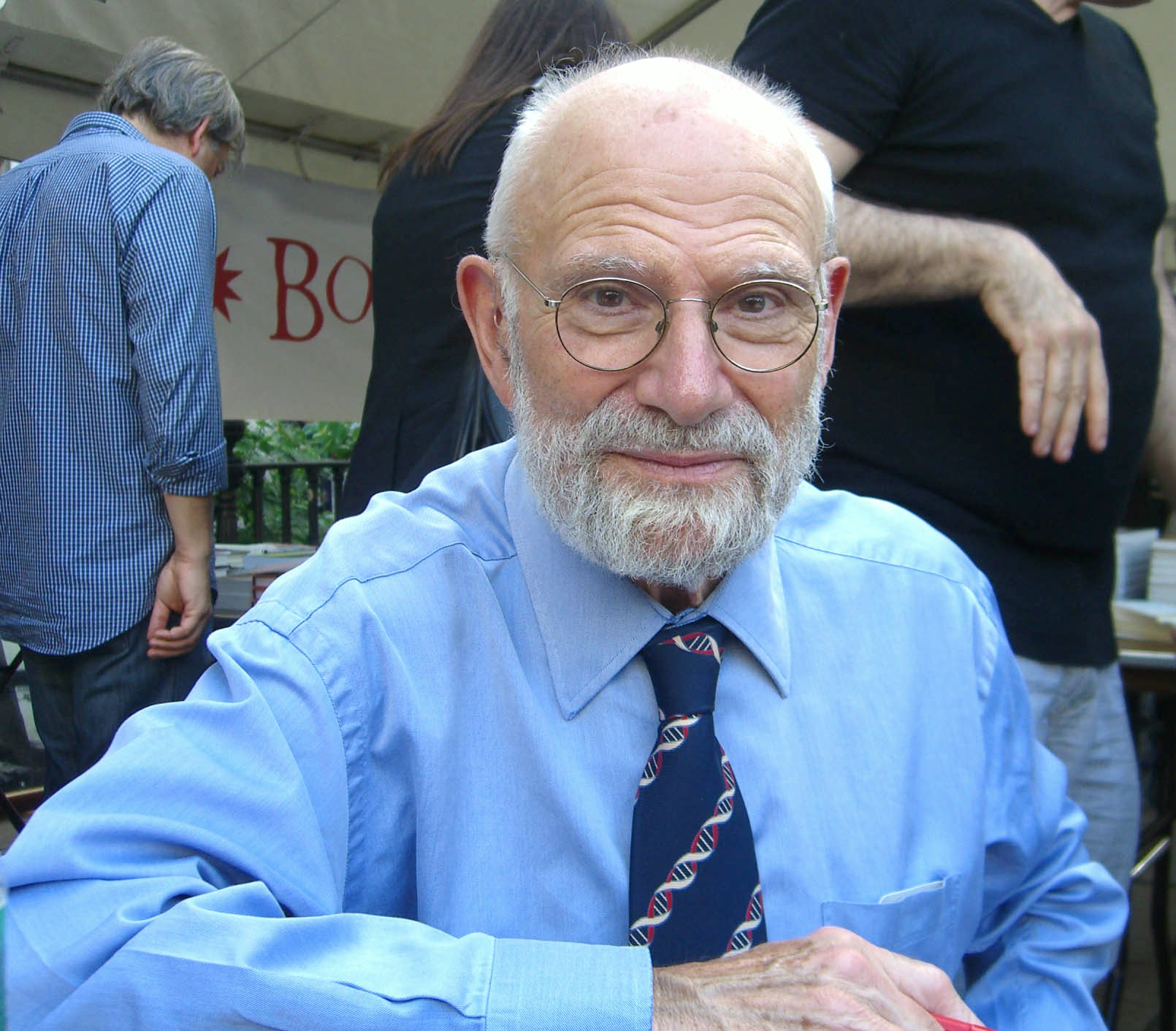
Oliver Sacks 2009.

Oliver Wolf Sacks, född 9 juli 1933 i London, död 30 augusti 2015 i New York, var en brittisk-amerikansk författare och neurolog.

## Biografi
Sacks var utbildad läkare vid Queen's College, Oxford. Han bodde sedan 1965 i New York City och var där bland annat professor i neurologi vid Albert Einstein College of Medicine. Baserat på sina egna erfarenheter som neurolog vid Beth Abraham Hospital under 1969 skrev han boken Awakenings (1973). Oliver Sacks skrev bland annat essäsamlingen Mannen som förväxlade sin hustru med en hatt (eng: The Man Who Mistook His Wife for a Hat). Boken avhandlar på ett humoristiskt sätt ett antal fall ur hans praktik, bland annat egendomliga varseblivningsproblem, svåra former av minnesförlust, grava psykiska handikapp kombinerade med en märklig förmåga att lösa räkneproblem, tragisk förlust av kroppsuppfattning och mycket annat som beror på rubbningar i hjärnans funktion. Dessa fallbeskrivningar ledde till att Sacks fick viss kritik för att exploatera sina patienter.
Awakenings inspirerade Sacks till en Oscarsnominerad film med samma namn (sv: Uppvaknanden) med Robert De Niro och Robin Williams (1990). Den brittiske tonsättaren Michael Nyman har skrivit en opera baserat på en av fallstudierna i Mannen som förväxlade sin hustru med en hatt (1986), The Man Who Mistook His Wife for a Hat.
Sacks skrev boken Att se röster, som huvudsakligen handlar om teckenspråk samt dess och dövas historia samt Morbror Volfram - Minnen från en barndom i kemins värld. I boken Det inre ögat behandlas olika neurologiska synfenomen, bland annat ansiktsblindhet, förlust av förmågan att förstå skriven text och svårigheter med att leva utan stereoseende. Sacks beskrev också på ett fascinerande sätt hur personer med medfödd eller förvärvad blindhet finner strategier för att leva med sitt handikapp och hur olika deras inre bilder kan vara.
75 år gammal träffade han författaren Bill Hayes med vilken han inledde ett förhållande.
I februari 2015 meddelade Sacks via The New York Times att han var döende i cancer.

## Priser och utmärkelser
- Hawthornden Prize 1974 för Awakenings